# Tercet (literatura)
Tercet (łac. tertius ‘trzeci’) – strofa trójwersowa.
Strofa stosowana głównie w poezji lirycznej, często jako komponent w utworach złożonych ze strof różnego typu. Stanowi człon sonetu. W polskiej poezji ma różne warianty rymowe (aab, abb, abc). Szczególną formą tercetu jest tercyna.
Strofa trójwersowa monorymowa nazywana jest strofą hejnałową lub strofą Dies irae, od tytułu średniowiecznego hymnu, w której została użyta:
Dzień gniewu, dzień płomienisty
Rozwiąże świat w proch wieczysty,
Wedle słów króla psalmisty.
Jakiż strach na duszach siędzie,
Kiedy w archaniołów rzędzie
Pan na sąd straszny przybędzie.
tłumaczenie Antoni Czajkowski
Przy użyciu tercetów zostały napisane między innymi wiersze Nieznana podróż Sindbada Żeglarza Bolesława Leśmiana, Ribič (Rybak) Francego Prešerena, The Pope and the Net Roberta Browninga i Do pusté naší krajiny ni měsíc nezasvítí z cyklu Mściwa kantylena Karela Hlaváčka.
Klasyczne sonety włoskie są najczęściej dzielone na dwa kwartety i dwa tercety.
Jak ptaki, kiedy odlatywać poczną,
Bez przerwy ciągną w dal przestrzeni siną
I horyzontu granicę widoczną
Raz przekroczywszy, gdzieś bez śladu giną —
Tak pokolenia w nieskończoność mroczną
Nieprzerwanymi łańcuchami płyną,
Nie wiedząc nawet skąd wyszły?.. gdzie spoczną?..
Ani nad jaką wznoszą się krainą?
W chmurach i burzy, lub w blasku promieni,
Podległe skrytych instynktów wskazówce,
Lecą, badając wąski szlak przestrzeni,
Który im znaczą poprzedników hufce,
I tę przelotną grę świateł i cieni,
Jaką w swej krótkiej zobaczą wędrówce.
Adam Asnyk, Nad głębiami, IV